# Greatest Hits (album de Good Charlotte)
Pour les articles homonymes, voir Greatest Hits.
Albums de Good Charlotte
Cardiology
(2010) Youth Authority
(2016)
L'album Greatest Hits est une compilation par le groupe Good Charlotte. L'album est sorti le 5 novembre 2010 et a été publiée par le premier label du groupe Sony Music, sans la participation de la bande. L'album comprend tous les singles sortis chez Sony Music, sans le single Where Would We Be Now, avant qu'il ne change de label pour Capitol Records en 2010 pour leur dernier album Cardiology
Le 31 janvier 2011, l'album est également sorti aux États-Unis, après avoir été uniquement disponible en Australie. Le 16 février 2011, il a également été publié au Japon, avec trois titres bonus.

## Titres des pistes
Tous les titres sont écrits par Benji Madden & Joel Madden, sauf indication contraire.
1. Little Things - 3:23
2. The Motivation Proclamation - 3:36
3. Festival Song - 3:00
4. Lifestyles of the Rich and Famous - 3:10 (B. Madden, J. Madden & Tim Armstrong)
5. The Anthem - 2:55
6. Girls & Boys - 3:01
7. The Young & The Hopeless - 3:32
8. Hold On - 4:09
9. Predictable - 3:11
10. I Just Wanna Live - 2:46
11. The Chronicles of Life and Death - 3:03
12. We Believe - 3:51
13. The River" (feat. M. Shadows & Synyster Gates) - 3:16
14. Keep Your Hands off My Girl - 3:25
15. Dance Floor Anthem (I Don't Want to Be in Love) - 4:04 (B. Madden, J. Madden & Don Gilmore)
16. Misery - 3:49 (B. Madden, J. Madden, Don Gilmore)

Pistes Bonus de la version japonaise
1. Walk By - 2:42
2. Lifestyles of the Rich & Famous
3. Movin' On - 3:26

## Musiciens
- Joel Madden : chant (leader)
- Benji Madden : guitare & chant (add.)
- Billy Martin : guitare
- Paul Thomas : basse
- Aaron Escolopio — batterie (chansons 1, 2, 3)
- Josh Freese — batterie (chansons 4, 5, 6, 7, 8)
- Chris Wilson — batterie (chansons 9, 10, 11, 12)
- Dean Butterworth — batterie (chansons 13, 14, 15, 16)

Musiciens additionnels
- M. Shadows - chant sur  "The River"
- Synyster Gates - guitare solo & solo de guitare "The River"

Production
- Don Gilmore (chansons 1, 2, 3, 13, 14, 15, 16)
- Eric Valentine (chansons 4, 6, 7, 8, 9, 10, 11, 12)
- John Feldmann (chansons 5)